# Marco da Montegallo
Marco da Montegallo, o Marco del Monte Santa Maria (Fonditore di Montegallo, 1425 – Vicenza, 19 marzo 1496), è stato un religioso italiano, appartenente all'Ordine dei Frati Minori, fondatore di diversi Monti di Pietà nelle Marche e a Vicenza, proclamato beato dalla Chiesa cattolica.

## Biografia
Nato a Fonditore di Montegallo, località dell'Ascolano nota anche come Santa Maria di Montegallo, dal nobile e facoltoso Claro di Rainaldo de Marchio, Marco studiò dapprima ad Ascoli, in seguito passò alle Università di Perugia e di Bologna, dove divenne dottore in legge e in medicina intorno agli anni 1444-45; ritornato ad Ascoli esercitò per un certo tempo la professione di medico.
Nel 1451 per assecondare i desideri del padre sposò Chiara de' Tibaldeschi ma, morto il padre l'anno successivo, gli sposi di comune accordo si separarono e, rinunciando agli agi e alle prerogative della loro condizione, decisero di consacrarsi alla vita religiosa, vestendo il medesimo abito, l'una nell'ordine delle Clarisse del convento di Santa Maria in Ascoli, l'altro quello dei Francescani Osservanti.
Marco svolse il noviziato nell'eremo di Fabriano, poi fu superiore a San Severino, sotto la guida di Giacomo della Marca che, insieme con Bernardino da Siena e Giovanni da Capestrano era uno degli gli alfieri dell'evangelizzazione e della lotta contro i Fraticelli. Durante i primi anni di vita religiosa, anche Marco fu un animato predicatore che coinvolgeva la popolazione in pratiche devozionali e penitenziali.
Come gli altri Osservanti, fu attivo contro le due principali piaghe del suo tempo: le discordie civili e l'usura; svolse un'intensa attività dal 1458 al 1496, promuovendo la pace e il bene pubblico ad Ascoli, Camerino e Fabriano e soprattutto combatté l'usura, che condizionava pesantemente la vita delle famiglie, con l'istituzione dei Monti di Pietà (detti anche Monti di Cristo, o degli Apostoli).

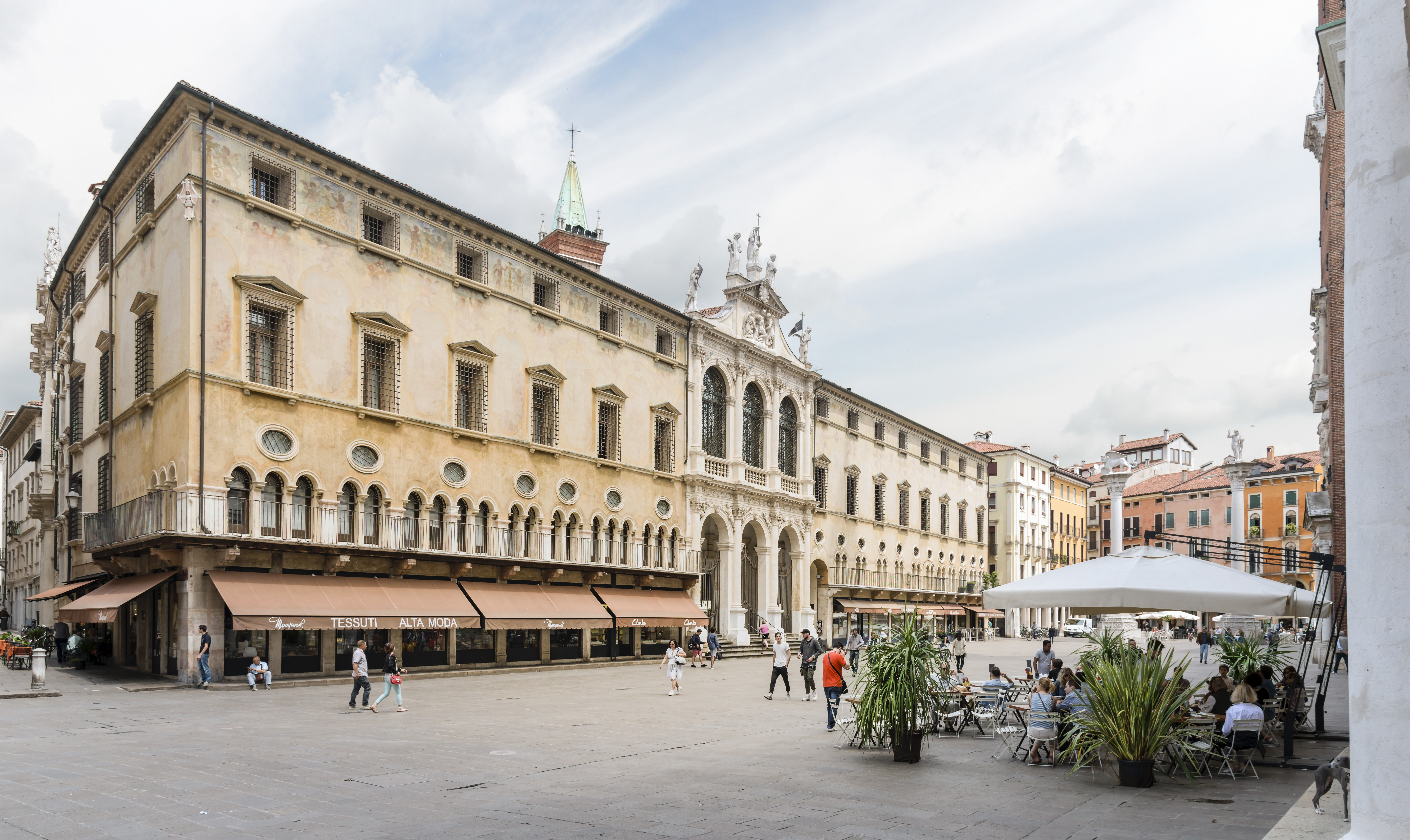
Il Palazzo del Monte di Pietà (a sinistra) in uno scorcio di Piazza dei Signori a Vicenza

Secondo le fonti agiografiche, nel 1458 costituì ad Ascoli il Mons mutuationis, un istituto di credito gratuito, di cui non si hanno notizie certe riguardo al reale funzionamento. È comunque probabile che fra Marco fosse informato di questa istituzione cittadina e che la sua azione si orientasse verso quella che sarebbe stata in seguito la principale attività della sua vita, la diffusione dei Monti di pietà.
Della sua vita negli anni successivi non si hanno fonti attendibili e sicure: forse fu a Sansepolcro, a Camerino e a Cingoli, località in cui sorgevano istituzioni simili a quella di Ascoli. Certamente era a Fabriano nel 1470 dove, in aprile, fu istituito il Monte, approvato dal Consiglio generale cittadino, dal podestà e da "frate Marco dal Monte de Sancta Maria in Gallo […] in quello medesimo loco predicante". Fra Marco collaborò fattivamente, anche nella redazione dello statuto, alla fondazione di questa istituzione concepita come un istituto di credito pignoratizio completamente gratuito, le cui spese di funzionamento dovevano essere sostenute da specifici introiti individuati dalle autorità locali.
Negli anni successivi, tra il 1471 e il 1486, svolse la sua attività di predicatore a Fano, a Fermo, a Ripatransone, a Roccacontrada (ora Arcevia), ad Ancona e in altre città dell'Italia centro-settentrionale, dando impulso alla fondazione, alla regolamentazione o alla riorganizzazione dei Monti di pietà locali. Nominato nel 1480 collettore delle decime per la crociata contro i Turchi indetta da papa Sisto IV in seguito all'assedio e alla conquista di Otranto, venne ricordato ad Ascoli, dove fu attivo probabilmente a tale scopo.
Infine fondò il Monte di pietà di Vicenza, i cui statuti furono approvati nel 1486, il primo istituito nel territorio della Repubblica di Venezia, nel momento in cui si stava diffondendo un clima fortemente ostile nei confronti del prestito ebraico e della presenza ebraica in generale, e infatti coincise con l'allontanamento, che avvenne il 12 giugno 1486, degli ebrei di Vicenza.

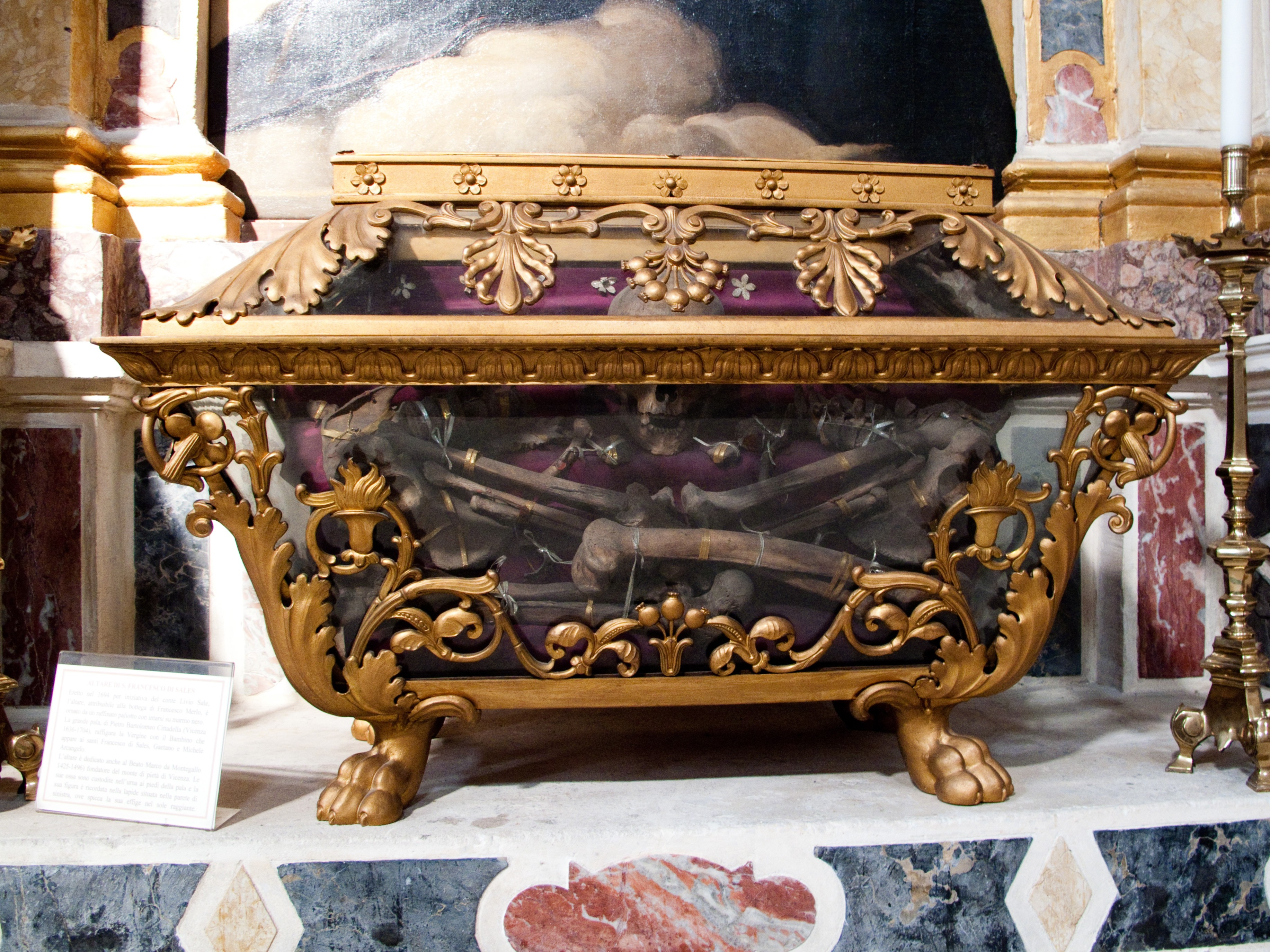
Ossa di Marco da Montegallo. Vicenza, Chiesa di San Giuliano

Come era avvenuto per tutti gli altri, anche il Monte di Vicenza fu concepito come gratuito e destinato a sovvenzionare, con prestiti pignoratizi della durata di sei mesi per un massimo di tre denari, le famiglie bisognose.

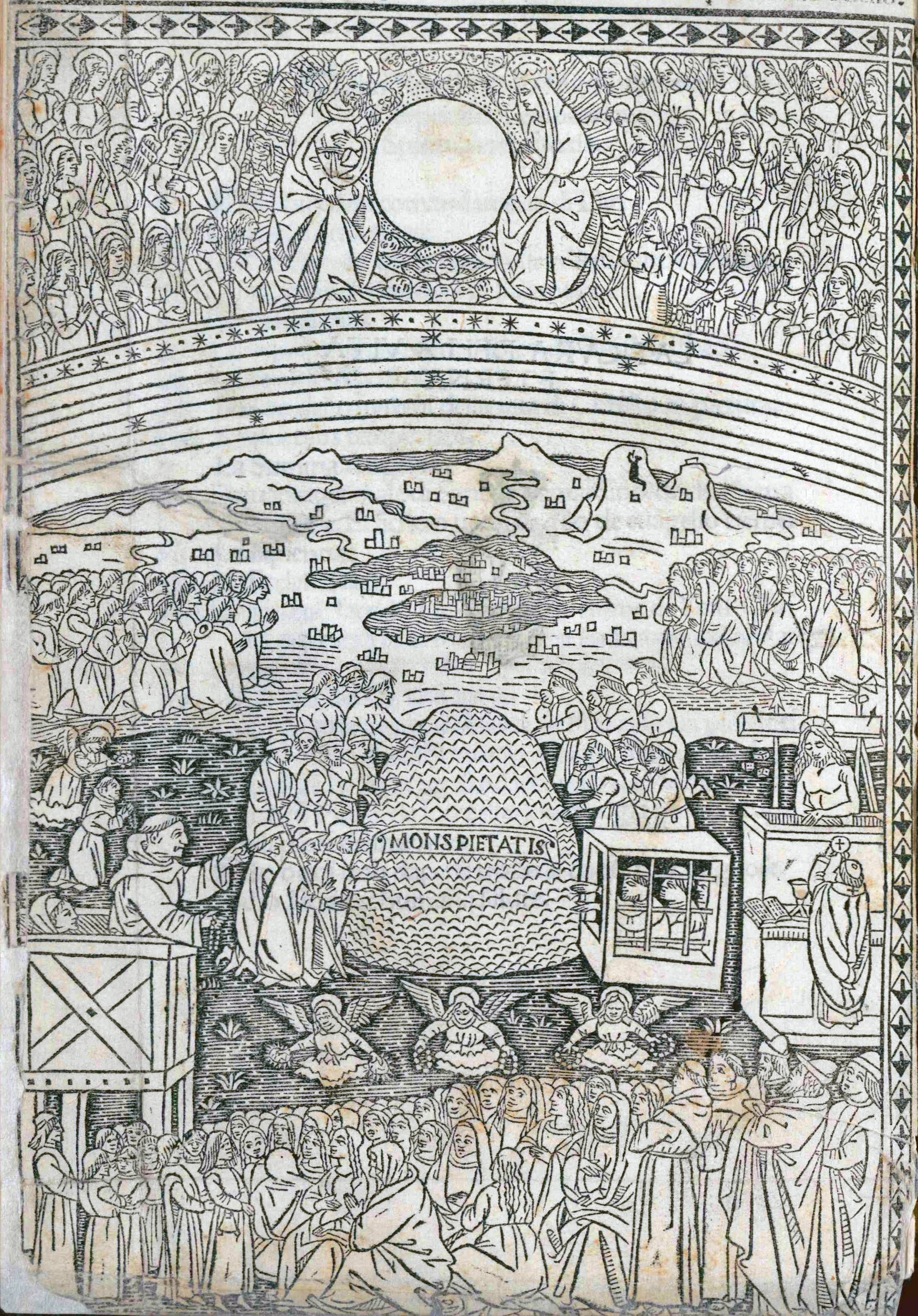
Tabula della salute, 1494

Marco da Montegallo fece stampare a Venezia presso Niccolò Balaguer due piccoli trattati a carattere devozionale: il Libro delli comandamenti di Dio del Testamento Vecchio e la Tabula della salute: il primo, specificatamente concepito "per leggersi per le scuole, botteghe e parochie", fa parte della diffusa produzione di testi in lingua volgare volti a prescrivere a un pubblico laico e con rudimenti elementari regole e comportamenti necessari al raggiungimento della salvezza individuale; il secondo rientra nella categoria dei manuali devozionali e catechetici destinati a fornire precise regole di condotta morale. Entrambe le opere, furono in seguito ristampate anche a Firenze. 
Probabilmente ancora nel 1486 fu edito un altro componimento di Marco, la Corona de la gloriosa Vergene Madre Maria, un volumetto a carattere devozionale che raccoglieva preghiere in onore della Vergine, ornato da numerose xilografie.
Dal 1486 al 1496 fra Marco dimorò a Vicenza nel convento di San Biagio Vecchio, prestando opera di consiglio e di direzione nelle varie comunità religiose della città e presso le terziarie francescane di San Marcello. Nel 1496 era di nuovo a Vicenza, dove morì il 19 marzo nell'ospedale di San Marcello e fu sepolto nella chiesa di San Biagio Vecchio; le sue spoglie furono dapprima traslate nel 1522 quando i frati si trasferirono in San Biagio Nuovo, poi nel 1797 nella chiesa di San Giuliano, dove sono tuttora esposte al culto.

## Culto
Marco de Marchio è stato proclamato beato, con l'approvazione del suo culto ab immemorabili il 20 settembre 1839 da papa Gregorio XVI.

## Bibliografia

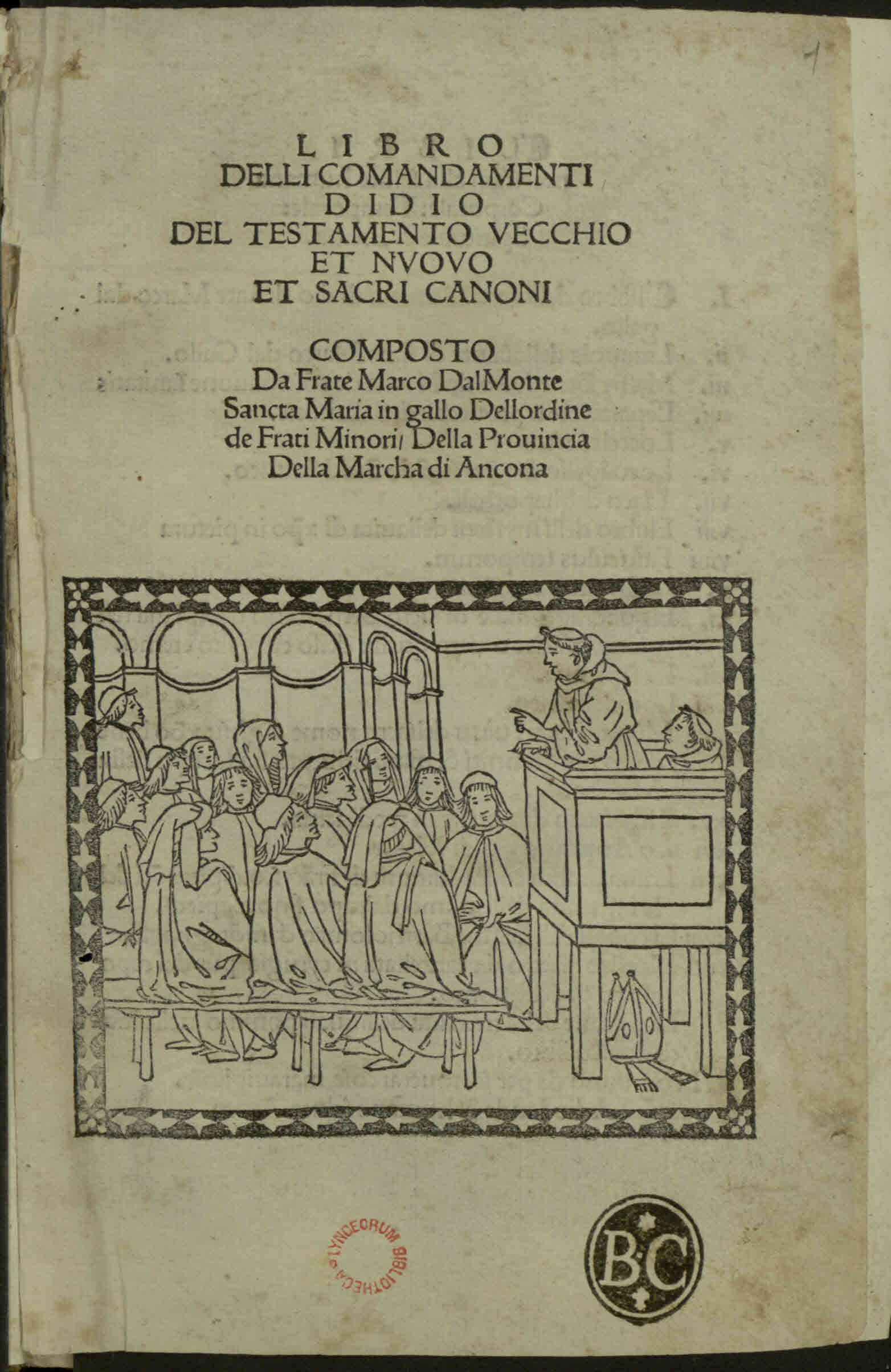
Libro dei comandamenti di Dio, 1494